# ピラニア (映画)
『ピラニア』（原題：Piranha）は1978年、ニューワールド・ピクチャーズ製作のアメリカ映画。アメリカ陸軍によって改良された肉食魚ピラニアの恐怖を描く。

## 概要
『ジョーズ』の世界的大ヒットを受けて数多く製作された生物パニック映画の一つ。監督のジョー・ダンテ、脚本のジョン・セイルズにとっては出世作となった。低予算ではあるが、ロブ・ボッティン、フィル・ティペット、ボブ・ショート、クリス・ウェイラスなど、当時の新進のSFXアーティストが多数参加している。スティーヴン・スピルバーグは「ジョーズの模倣映画の中で最高の作品」と評価した。
監督にダンテを抜擢したのは、「チャコ・ヴァン・リューウェン」こと筑波久子だった。筑波は「最初、『この人大丈夫?』って感じでした。だって、すごく痩せてて、いつも震えてたから。何より、声が小ちゃくて。か細い声で『ア、アクション…』って」と本作でのダンテの印象について語っている。

## ストーリー
夜の山中をハイキング中、偶然見つけた施設に入り込んだカップルが、施設内のプールで何かに襲われた。数日後、行方不明となったカップルを探すために現地を訪れた女性調査員マギーは、酔いどれガイドのグローガンを雇ってカップルの足取りを追い、施設へたどり着く。そこはアメリカ陸軍の極秘施設であり、プールには兵器として品種改良されたピラニアが飼育されていた。プール内を確認しようとマギーが水を抜いたことにより、獰猛なピラニアの群れは河川に放たれ、殺戮を繰り返しながら下流のキャンプ場に迫る。折しも下流ではグローガンの娘がキャンプに参加していた。水泳大会の予定もあるという。グローガンはこのことを広めようとするが軍の関係者に邪魔をされる。二人は留置場に入れられ、ピラニアたちはキャンプの子供たちや観光客を襲い始める。マギーの計略で留置場を出たグローガンは惨劇を目の当たりにする。一計を案じたグローガンはマギーの協力の元、水面下にある廃液のタンクのバルブを開いて、ピラニアたちを退治しようと自ら川に飛び込むのだった。無事廃液で退治したかに見えたが、塩水に強いピラニアが海で生きているとの暗示を残して物語は終わる。

## キャスト
| 役名                 | 俳優                         | 日本語吹替                                                                |
| 役名                 | 俳優                         | TBS版                                                                     |
| -------------------- | ---------------------------- | ------------------------------------------------------------------------- |
| ポール・グローガン   | ブラッドフォード・ディルマン | 羽佐間道夫                                                                |
| マギー・マッキューン | ヘザー・メンジース           | 小宮和枝                                                                  |
| ロバート・ホーク博士 | ケヴィン・マッカーシー       | 阪脩                                                                      |
| ジャック             | キーナン・ウィン             | 上田敏也                                                                  |
| バック・ガードナー   | ディック・ミラー             | 池田勝                                                                    |
| メンジャース博士     | バーバラ・スティール         | 山田礼子                                                                  |
| デュモント           | ポール・バーテル             | 飯塚昭三                                                                  |
| ワックスマン大佐     | ブルース・ゴードン           | 村松康雄                                                                  |
| ベッツィー           | ベリンダ・バラスキー         | 高島雅羅                                                                  |
| ローラ・ディキンソン | メロディ・トーマス・スコット | 榊原良子                                                                  |
| スージー・グローガン | シャノン・コリンズ           | 滝沢久美子                                                                |
| 捜査会社社長         | リチャード・ディーコン       | 藤本譲                                                                    |
| デヴィッド           | ロジャー・リッチマン         | 秋元羊介                                                                  |
| バーバラ             | ジェイニー・スクアイア       | 山田栄子                                                                  |
| 父親                 | エリック・ヘンショー         | 広瀬正志                                                                  |
| 警官                 | バリー・ブラウン             | 屋良有作                                                                  |
|                      |                              |                                                                           |
| 演出                 |                              | 伊達渉                                                                    |
| 翻訳                 |                              | 矢田尚                                                                    |
| 効果                 |                              | 桜井俊哉 遠藤堯雄                                                         |
| 調整                 |                              | 前田仁信                                                                  |
| 録音                 |                              | TFCスタジオ                                                               |
| 担当                 |                              | 安斎久司                                                                  |
| プロデューサー       |                              | 熊谷国雄                                                                  |
| 製作                 |                              | 東北新社 TBS                                                              |
| 解説                 |                              | 荻昌弘                                                                    |
| 初回放送             |                              | 1982年3月15日 『月曜ロードショー』 21:02-22:55 （本編ノーカット） DVD収録 |

## 映像ソフト
- 『ピラニア』【DVD】（2003年12月26日、キングレコード）
- 『ピラニア』【Blu-ray】（2013年9月27日、スティングレイ）

## サウンドトラック
- 『ピラニア』（2004年9月6日、Varese Sarabande）※限定1000枚

音楽：ピノ・ドナッジオ

## 続編とリメイク
- 1981年には、ピラニアに飛行能力を加えた新種が登場する続編『殺人魚フライングキラー』（ジェームズ・キャメロン監督）が製作された。[3]
- 1995年には、本作から大量のフィルムを流用した、まったく同じ設定のテレビ映画『ザ・ピラニア/殺戮生命体』にリメイクされた。
- 2010年には、『ハイテンション』や『ヒルズ・ハブ・アイズ』のアレクサンドル・アジャ監督によるリメイク版が3Dで製作され、『ピラニア3D』のタイトルで公開された。